# Consolación del Sur
Consolación del Sur is een gemeente in de Cubaanse provincie Pinar del Río. De gemeente heeft een oppervlakte van 1100 km² en telt 89.000 inwoners (2015).